# M42 Truppenfahrrad

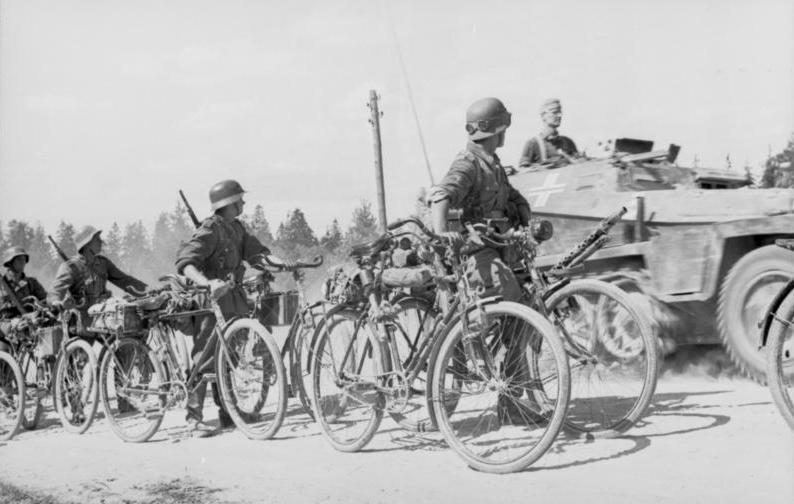
Війська Вермахту з велосипедами Truppenfahrrad, східний фронт 1941

M42 Truppenfahrrad — уніфікований військовий велосипед, який використовував Вермахт під час Другої світової війни з 1942 року замість різноманітних моделей «Truppenfahrrad».

## Загальні відомості
На велосипеді Вермахту Truppenfahrrad M42 було використано спеціальне обладнання: швидкознімний замок керма, звільнений багажник зі шкіряними ременями для утримання амуніції, спеціальна фара-ліхтар яка функціонувала від динамо або батареї. На кермі встановлювали тримачі для шинелі та інші спорядження На рамі могли встановлюватись стандартні тримачі кулемета/гвинтівки та фаустпатронів, металевий ящик для ручних гранат.
Німецька армія мала численні військові підрозділи, обладнані велосипедами. Зазвичай, вони використовувались для доставлення пошти та підтримання зв'язків між генеральським штабом та його військами та для інших цілей. Під час дефіциту техніки велосипед також використовувався як тактична зброя, що перевозила для гітлер'югендів фаустпатрони.